# 前橋渋川バイパス

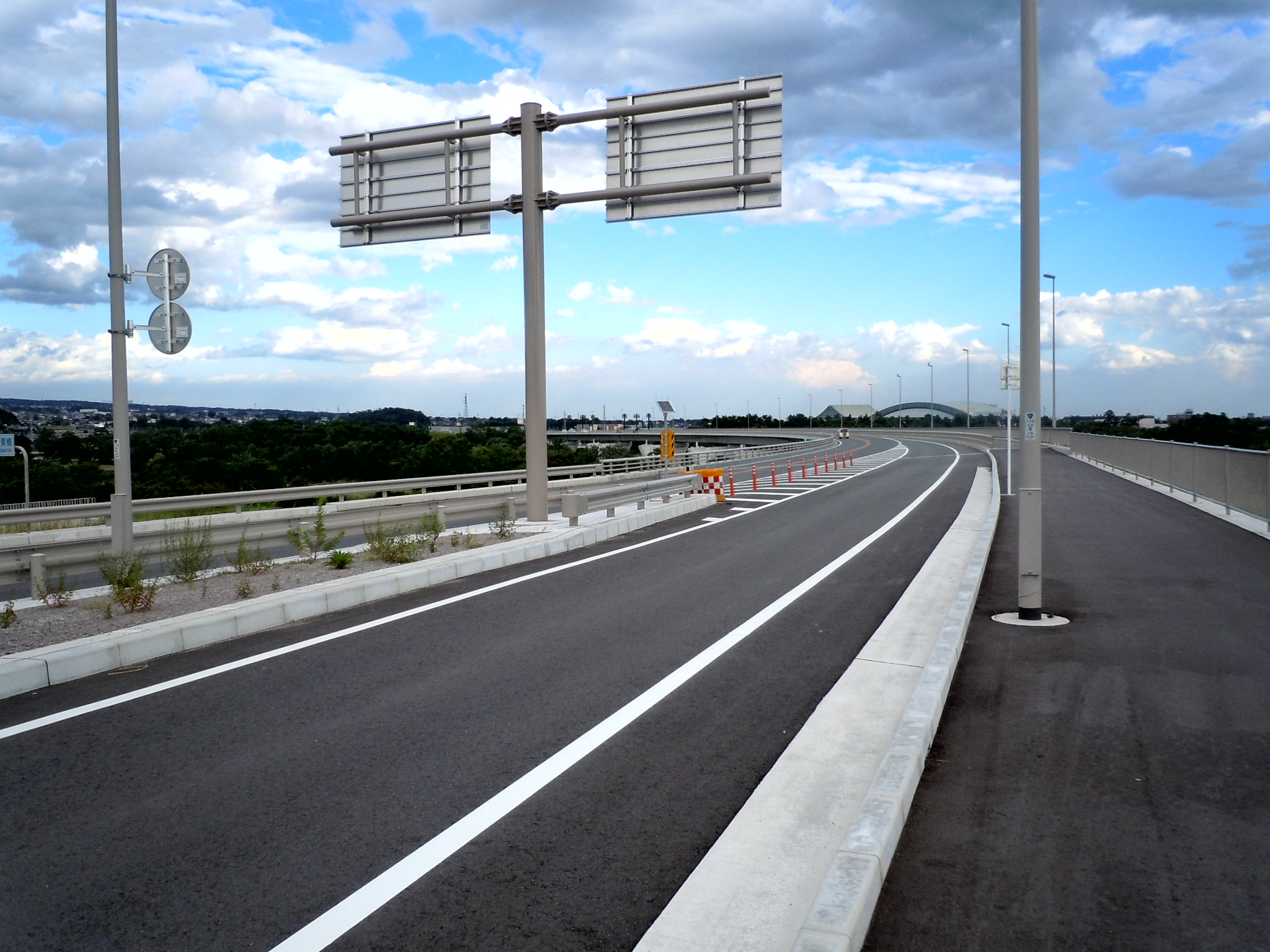
前橋渋川バイパス 北群馬郡吉岡町周辺（2010年9月）

前橋渋川バイパス（まえばししぶかわバイパス）は、国道17号の群馬県前橋市田口町から渋川市半田に至る延長5.7 kmのバイパスである。案内標識上では「前渋BP」と略されている。地域高規格道路熊谷渋川連絡道路の一部。

## 概要

### 路線データ
- 起点 : 群馬県前橋市田口町（田口町南交差点）
- 終点 : 群馬県渋川市半田（渋川インター南交差点）
- 全長 : 5.7 km
- 規格 : 第3種第1級
- 設計速度 : 80 km/h
- 道路幅員
  - 一般部 : 38.00 m
  - 橋梁部 : 24.50 m
- 車線幅員 : 3.5 m
- 車線数 : 4車線（暫定2車線）

（出典：）

## 歴史
一般国道17号の前橋市から渋川市に至る前橋渋川バイパスの旧道は、両都市を直接結ぶ唯一の幹線道路であった。しかしながら2車線で歩道も所々整備されているに過ぎず、道路容量が需要に追いついておらず、利根川を渡河する坂東橋を挟んで慢性的かつ激しい渋滞を引き起こしていた。
このため、前橋渋川バイパスは、渋滞解消及び群馬県内の道路ネットワーク強化を目的として計画された。また、地域高規格道路である熊谷渋川連絡道路の一部区間でもあり、前橋市側では上武道路と接続する。この区間のみ上武道路と切り離す事により、上武道路の工区別の建設順序に関係無く1996年度（平成8年度）に新規事業化された。
バイパスは、前橋市田口町付近の上武道路接続地点から西に道路を建設。利根川に新橋を架橋し吉岡町に入る。ここで右へカーブをし北へ進み、現道の半田交差点の西側を通過。関越自動車道渋川伊香保IC手前で現道（渋川バイパス）に接続する。
バイパス部の延長4.5 km については用地買収の済んだ個所から文化財調査を経て随時着工され、2010年（平成22年）3月20日に暫定2車線での開通となった。残る、現道拡幅部延長1.2 kmは2012年（平成24年）3月27日に4車線化された。
2017年（平成29年）3月上武道路の開通により結ばれたのを機に、翌4月1日付で、旧道区間が群馬県管理に移管され、国道291号単独区間となったため、現在はこちらが国道17号現道となっている。

### 年表
- 1996年度（平成8年度） : 事業化[1][4]。
- 1999年（平成11年）4月20日 : 都市計画決定[1]。
- 2001年度（平成13年度） : 用地買着手[1][4]。
- 2003年度（平成15年度） : 埋蔵文化財調査着手[1]。
- 2004年（平成16年） : 工事着手[1][4]。
- 2010年（平成22年）3月20日：バイパス区間延長4.5 kmが暫定2車線で開通[2][4]。
- 2010年（平成22年）4月23日：半田交差点立体化し、半田高架橋が暫定2車線で供用開始[5]。
- 2012年（平成24年）3月27日：現道拡幅部延長1.2 kmが4車線化[4]。
- 2017年（平成29年）3月19日：上武道路全通につき、田口町南交差点立体化、上武道路と直結[6]。
- 2017年（平成31年）4月1日：平行する現道区間を群馬県に移管（国道291号）、前橋渋川バイパスが国道17号現道となる[7]。

## 路線状況

### 橋梁
- 桃ノ木川橋（本線）、第二桃ノ木橋（ランプ） - 桃ノ木川
- 広瀬川橋 - 広瀬川
- 新坂東橋 - 利根川
- 滝の沢川橋 - 滝の沢川
- 半田高架橋 - 午王川、一般国道291号

### 道の駅
- 道の駅よしおか温泉

## 地理

### 通過する自治体
- 群馬県
  - 前橋市
  - 北群馬郡吉岡町
  - 渋川市

### 交差する道路
- 国道17号上武道路、国道17号現道、国道291号（田口町南交差点、起点）
- 都市計画道路漆原総社線
- 都市計画道路漆原南原線
- 国道291号、群馬県道26号高崎安中渋川線（半田交差点）
- 渋川市道沼辺町田線（沼辺交差点）
- 渋川市道南部幹線（半田北交差点）
- 関越自動車道（渋川伊香保インターチェンジ）

### 接続するバイパスの位置関係
（東京方面）上武道路 -  前橋渋川バイパス - 渋川バイパス（新潟方面）